# The Aquanauts

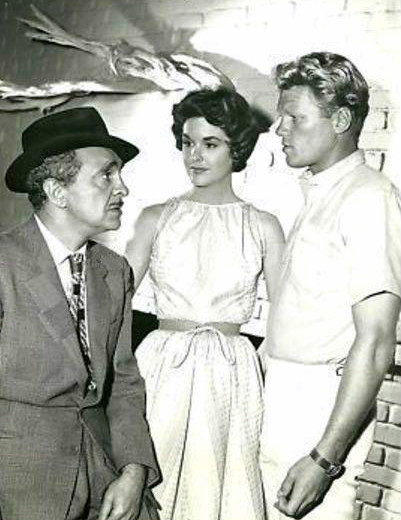
Sam Levene, Sue Randall e Jeremy Slate.

The Aquanauts (Malibu Run dal 20º episodio) è una serie televisiva statunitense in 32 episodi trasmessi per la prima volta nel corso di una sola stagione dal 1960 al 1961.
È una serie d'avventura incentrata sulle vicende di due subacquei interpretati da Keith Larsen, Jeremy Slate e Ron Ely.

## Trama
Drake Andrews e Larry Lahr sono due subacquei che si guadagnano da vivere recuperando relitti sommersi. Nel gennaio del 1961, Keith Larsen, interprete di Drake Andrews, lasciò la serie a causa di problemi di salute. Il suo personaggio si aggrega alla Marina Militare e subentra un nuovo personaggio, Mike Madison (Ron Ely). Un mese dopo il format della serie fu modificato e anche gli altri due personaggi della serie, Larry e Mike, lasciano la serie e aprono un negozio a Malibù mentre le storie si spostano sulla terraferma. Per riflettere i cambiamenti nel format, la serie fu rinominata in Malibu Run.

## Personaggi e interpreti
- Mike Madison (18 episodi, 1960-1961), interpretato da Ron Ely.
- Drake Andrews (14 episodi, 1960-1961), interpretato da Keith Larsen.
- Larry Lahr (8 episodi, 1960-1961), interpretato da Jeremy Slate.
- Nancy Gard (2 episodi, 1960-1961), interpretata da Donna Douglas.
- Adrian (2 episodi, 1960-1961), interpretato da Joyce Meadows.
- Jimmy (2 episodi, 1960-1961), interpretato da Burt Reynolds.
- Emilio Romero (2 episodi, 1960-1961), interpretato da Al Ruscio.
- Dottor Connolly (2 episodi, 1960-1961), interpretato da Harvey Stephens.
- Ben Penfield (2 episodi, 1960-1961), interpretato da Robert Strauss.
- Diana Hogarth (2 episodi, 1961), interpretata da Dyan Cannon.
- Angel (2 episodi, 1961), interpretato da Peter Falk.
- Haber (2 episodi, 1961), interpretato da Dabbs Greer.
- Tenente Jamison (2 episodi, 1961), interpretato da Milton Selzer.
- Danton Spangler (2 episodi, 1961), interpretato da Dan Tobin.
- Il Capitano (episodi sconosciuti, 1961), interpretato da Charles S. Thompson.

## Produzione
La serie fu prodotta da United Artists Television e ZIV Television Programs e girata nei ZIV Studios a Santa Monica Boulevard, West Hollywood in California. Le musiche furono composte da André Previn. La serie era in concorrenza con la serie di breve durata Hong Kong della ABC e Wagon Train della NBC. Con il successo di Wagon Train, The Aquanauts fu cancellata dopo una sola stagione.

### Registi
Tra i registi sono accreditati:
- David Friedkin in 6 episodi (1960)
- David Orrick McDearmon in 4 episodi (1961)
- John Rich in 3 episodi (1961)
- Allen H. Miner in 2 episodi (1960-1961)
- Gene Fowler Jr. in 2 episodi (1961)
- Perry Lafferty in 2 episodi (1961)

### Sceneggiatori
Tra gli sceneggiatori sono accreditati:
- David P. Harmon in 6 episodi (1961)
- Morton S. Fine in 4 episodi (1960-1961)
- David Friedkin in 4 episodi (1960-1961)
- Ellis Marcus in 4 episodi (1961)
- Art Arthur in 3 episodi (1960)
- Bill S. Ballinger in 2 episodi (1961)
- E.M. Parsons in 2 episodi (1961)

## Distribuzione
La serie fu trasmessa negli Stati Uniti dal 14 settembre 1960 al 7 giugno 1961 sulla rete televisiva CBS. È stata distribuita anche in Argentina con il titolo Los acuanautas.

## Episodi
| Stagione       | Episodi | Prima TV USA |
| -------------- | ------- | ------------ |
| Prima stagione | 32      | 1960-1961    |